# Паве
Паветата представляват блокове в различни цветове и форми, използвани за външни настилки. Могат да са каменни или бетонни.
Необходимите инструменти при полагане на павета са лопата, кирка, ръчна количка, виброплоча с или без гумена подложка, метла, канап, винкел, алуминиев мастар за подравняване, преса за разцепване или ъглошлайф за рязане на настилки.

## История
Използването на павета като настилка датира отпреди почти 5000 години. Един от най-старите павирани пътища е открит през лятото на 1994 г., в Гиза, Египет. Този път е построен преди повече от 4600 години за транспортиране на големи камъни за изграждането на храмовете в Гиза. Древният път е дълъг 12 км и широк 2 м. Пътят е павиран с хиляди плочи от пясъчник, варовик и трупи от вкаменено дърво.
В 500 г. пр. Хр, по време на Римската империя са използвани сегментни блокове в пътната система. Римската армия е трябвало да пътува бързо, в рамките на империята, а пътищата по това време били много кални и прашни. За да решат този проблем римляните проектирали пътища, които могат да бъдат видени.
С течение на времето са били построени много пътища с помощта на естествени камъни. През 18 век британски строители осъзнали важността да се подбират чисти камъни за да бъдат по-добри пътищата. Изборът на чисти камъни за пътната настилка се оказва скъпо. Докато се започва да се произвеждат бетонови павета.
След Втората световна война, по-голямата част от Европа е в руини и започва реконструкция. Пътищата са възстановени с помощта на павета, тъй като те исторически са доказали, че са в състояние да издържат на определени изисквания, на които бетон и асфалт не могат да отговорят. Немският инженер, Фриц фон Лангсдорф разработва различните форми и цветове при бетоновите павета. Исторически паветата, най-често са изработени от естествен камък или глина, но още с въвеждането си, бетонните павета се оказват по-икономични за производство и издръжливи. Първите бетонни павета са положени в Щутгарт, Германия.